# Uramya longa
Uramya longa là một loài ruồi trong họ Tachinidae.